# 大衛·德路易斯
大衛·德路易斯（英語：David Dominick DeLuise，1971年11月11日—）是美國的一位演員和電視導演。德路易斯出生在加利福尼亞洛杉磯，他成長在一個演藝家庭，父母多姆·德路易斯和卡羅爾·亞瑟，兄弟彼得·德路易斯和邁克·德路易斯也是演員。

## 外部連結
- 大衛·德路易斯在互联网电影资料库（IMDb）上的資料（英文）